# Buchi Emecheta
Buchi Emecheta (Yaba, 21 luglio 1944 – Londra, 25 gennaio 2017) è stata una scrittrice nigeriana.

## Biografia
Nasce a Yaba, un piccolo villaggio vicino a Lagos, in Nigeria, nel 1944, da Jeremy Nwabudike e Alice Okwuekwu Emecheta, della tribù degli Ibo.
Il padre era un operaio delle ferrovie e la famiglia non aveva grandi mezzi, ragione per cui solo il figlio minore venne mandato a scuola. Tuttavia Emecheta convinse un maestro, vicino di casa, a parlare con i suoi genitori in merito e questi fecero quanto poterono per darle una possibilità.
La ragazza rimase ben presto orfana di padre, a soli 9 anni. Affidata ad una cugina della madre trascorse, di fatto, la sua infanzia in una scuola missionaria. A dieci anni vince una borsa di studio per la Methodist Girls School.
Si sposa a 17 anni e si trasferisce a Londra nel 1960 per seguire il marito Sylvester Onwordi, cui era fidanzata da quando aveva solo 11 anni. In Inghilterra darà alla luce cinque figli. Si laurea in Sociologia nel 1970, dopo aver lasciato il marito e dopo grandi sforzi per ottenere una dignità propria e tranquillità economica per se stessa e per i cinque figli che allevò da sé dopo il divorzio.

## Temi principali
Emecheta tratta soprattutto della condizione della donna nella società nigeriana, di cosa significhi essere moglie e madre e di come, queste due condizioni, siano talvolta l'unico attributo con cui la donna viene identificata.
Lo spirito di iniziativa e la determinazione sono temi molto sentiti nella sua opera, gli unici attraverso i quali passa il senso del riscatto femminile.
Molte sue opere, come In The Ditch e Second Class Citizen sono autobiografiche e trattano della lunga e faticosa strada percorsa per laurearsi, assicurare una casa di proprietà alla famiglia e diventare, infine una scrittrice a tutti gli effetti. Head Above Water racconta di questi traguardi, infine raggiunti, dall'alter ego di Emecheta, Adah.

## Opere
I suoi romanzi più famosi sono:
- In the Ditch
- Cittadina Di Seconda Classe (Second Class Citizen)
- The Bride Price
- The Slave Girl (premiato con il Jock Campbell Award)
- The Joys of Motherhood
- Destination Biafra
- Naira Power
- Double Yoke
- Gwendolen
- The Rape of Shavi
- Kehinde

La sua autobiografia è intitolata Head Above Water (1986).